# Infomercial
Ein Infomercial (zusammengesetzt aus Information und Commercial) ist eine längere Fernsehwerbung in Form einer unterhaltenden Fernsehsendung. Er bildet als Form des Teleshoppings eine gängige Art der Bewerbung für verschiedene Produkte, meist Küchen-, Haushalts-, Pflege- oder Sportartikel. Das gängige Sendeformat sind 15- bzw. 30-minütige Sendungen, in denen ein oder mehrere Moderatoren mit oder ohne Studiopublikum für ein Produkt oder eine Produktsparte werben. Ebenso werden auch wesentlich kürzere Versionen oder Spots von zwei bis sieben Minuten Länge ausgestrahlt.
Ausgestrahlt werden Infomercials in Deutschland meist zu Tageszeiten mit relativ geringer Einschaltquote, z. B. am Vormittag, vor allem bei kleineren Sendern (u. a. Tele 5). Es werden aber auch einzelne Fernsehsender betrieben, die rund um die Uhr Infomercials senden (u. a. Home Shopping Europe).

## Merkmale
Oft handelt es sich bei deutschen Infomercials um Synchronisationen eines englischsprachigen Originals. Im Gegensatz zu Fernsehfilmen wird hier jedoch auf eine lippensynchrone Übersetzung verzichtet und zum Teil der englische Originalton (leiser) neben der Übersetzung abgespielt, was zum einen den Aufwand der Synchronisation minimiert und zum anderen den Eindruck verstärkt, dass es sich um ein neuartiges Produkt aus z. B. den USA handele. So wird dem potentiellen Kunden auch suggeriert, dass dieses spezielle Produkt aus dem Ausland nur jetzt und über diese Verkaufsplattform erhältlich sei, um einen Kauf noch attraktiver zu machen. Um die Vorteile der Produkte zu bewerben, werden sowohl Moderatoren als auch Kunden-Originaltöne (Testimonials), Vorführungen und zur Veranschaulichung, etwa bei Sportgeräten, auch Animationen eingesetzt. Häufig wird ein Vergleich mit anderen Produkten gezogen, in denen diese im Gegensatz zum beworbenen Produkt negativ dargestellt werden. Um Kunden zum schnellen Anrufen zu bewegen, werden meist Extras angeboten, beispielsweise ein zweites Exemplar des Produkts. Oftmals werden die Produkte auch als revolutionär, neuartig und sensationell präsentiert; es soll klargestellt werden, dass es zum beworbenen Gegenstand keine reale und gleichwertige Alternative gebe. Bei manchen Sendungen werden auch psychologische Hilfsmittel verwendet, so wird beispielsweise Bezug auf typische Idealvorstellungen von Menschen genommen (z. B. auf das Schlank- und Schönheitsideal, wenn Sportgeräte beworben werden), auf Leiden und Plagen des Alltags (z. B. Insekten im Haus, schmerzende Beine) oder auf Aktivitäten im Haushalt, die mit negativen, oft mühseligen Vorstellungen in Verbindung gebracht werden (wie z. B. das Reinigen von Böden), hierzu wird das Produkt als einfach zu handhabende Lösung dargestellt. Auch wird der Zuschauer häufig direkt angesprochen.